# 国家サイバー統括室
国家サイバー統括室（こっかサイバーとうかつしつ、英: National Cybersecurity Office、略称：NCO）は、2025年7月1日に日本国政府が内閣官房に設置した組織。

## 概要
国家を背景とした形で政府機関や基幹インフラ等の機能停止を目的とした高度なサイバー攻撃が行われるなど、サイバー攻撃に関する安全保障上のリスクが高まる中、2022年12月16日に閣議決定された「国家安全保障戦略」において、能動的サイバー防御（官民連携を強化した上で、通信事業者と連携して通信情報を取得・分析するとともに、警察・自衛隊による攻撃サーバの無害化を行う）などを実現するため、従前、政府全体のサイバーセキュリティ戦略の策定・推進を担っていた内閣サイバーセキュリティセンター（ないかくサイバーセキュリティセンター、英: National center of Incident readiness and Strategy for Cybersecurity、略称：NISC）を発展的に改組し、サイバー安全保障分野の政策を一元的に総合調整する新たな新たな組織を設置することとされた。そして、2025年5月16日のサイバー対処能力強化法及び同整備法の成立を受け、同年7月1日に、国家サイバー統括室が設置された。従来のNISCを大幅に拡充する形となり、組織のトップとして次官級ポスト「内閣サイバー官」が新設された。
日本国政府におけるサイバーセキュリティ対策のための組織は、2000年2月に設置された内閣官房情報セキュリティ対策推進室が最初である。その後、2005年4月25日に、これを機能強化する形で、内閣官房情報セキュリティセンター（英: National Information Security Center、略称：NISC）が設置され、同時期にIT戦略本部に設置された「情報セキュリティ政策会議」とともに日本の情報セキュリティ対策として中心的な役割を果たした。その後、2014年11月のサイバーセキュリティ基本法成立を受け、2015年1月9日に「内閣サイバーセキュリティセンター」として改組されるとともに、内閣に「サイバーセキュリティ戦略本部」が設置されている。
JPCERT/CCと共に、日本における実質的なナショナルCSIRTの役割を果たしている。

## 事件
2015年5月8日、日本年金機構のパソコンのウイルス感染が確認された際に、情報端末の異常に気付き、機構側に通報した。だが、通報を受けた機構側の対応がずさんだったため、被害が拡大し、約125万件の情報が流出する結果となった（詳しくは、年金管理システムサイバー攻撃問題参照）。
2023年8月4日、内閣サイバーセキュリティセンター（NISC）は電子メール関連システムが不正アクセスを受け、メールアドレスや文面などメールデータの一部が漏えいした可能性があると発表した。

## 所掌事務
内閣官房組織令（昭和32年政令第219号）第4条の2に定める所掌事務は以下のとおりである。
1. 情報通信ネットワーク又は電磁的記録媒体（電子的方式、磁気的方式その他人の知覚によつては認識することができない方式で作られる記録であつて、電子計算機による情報処理の用に供されるものに係る記録媒体をいう。）を通じて行われる行政各部の情報システムに対する不正な活動の監視及び分析に関すること。
2. 行政各部におけるサイバーセキュリティ（サイバーセキュリティ基本法（平成二十六年法律第百四号）第二条に規定するサイバーセキュリティをいう。以下この項において同じ。）の確保に支障を及ぼし、又は及ぼすおそれがある重大な事象の原因究明のための調査に関すること（内閣情報調査室においてつかさどるものを除く。）。
3. 行政各部におけるサイバーセキュリティの確保に関し必要な助言、情報の提供その他の援助に関すること。
4. 行政各部におけるサイバーセキュリティの確保に関し必要な監査に関すること。
5. 前各号に掲げるもののほか、前条第一項第二号イからニまでに掲げる事務のうちサイバーセキュリティの確保に関するもの（国家安全保障局、内閣広報室及び内閣情報調査室においてつかさどるものを除く。）
6. サイバーセキュリティ基本法[11]第十七条第五項の規定により内閣官房において処理することとされたサイバーセキュリティ協議会の庶務
7. サイバーセキュリティ基本法第三十五条の規定により内閣官房において処理することとされたサイバーセキュリティ戦略本部に関する事務

## 組織
内閣官房組織令（昭和32年政令第219号）のほか、国家サイバー統括室に企画官等を置く規則（令和7年6月27日内閣総理大臣決定）及び国家サイバー統括室に統括官等を置く規則（令和7年6月30日内閣総理大臣決定）に基づく。
- 内閣サイバー官
- 統括官（内閣審議官から任命）
- 審議官（内閣審議官から任命）
- 上席サイバーセキュリティ分析官
- サイバーセキュリティ運用専門官
- 上席情報システム専門官
- 情報システム専門官
- 企画官（併任の者を除き3人）
- サイバーセキュリティ監査官(6人)
- サイバーセキュリティ参与（非常勤）
- 政策調査員（非常勤）

### ユニット
各統括官若しくは審議官ごとに担当ユニットが割り当てられている。
- 総括・戦略ユニット
- 制度・監督ユニット
- 国際戦略ユニット
- 対処調整・官民連携等ユニット
- 能動的サイバー防御運用総括ユニット
- サイバー情報ユニット

## サイバーセキュリティ戦略本部
サイバーセキュリティ戦略本部（さいばーせきゅりてぃせんりゃくほんぶ）は、サイバーセキュリティ基本法第25条に基づき、サイバーセキュリティに関する施策を総合的かつ効果的に推進するため、内閣に置かれた組織。

### 所掌事務
サイバーセキュリティ基本法（平成26年法律第104号）第26条に定める所掌事務は以下のとおりである。
1. サイバーセキュリティ戦略の案の作成及び実施の推進に関すること。
2. 国の行政機関、独立行政法人及び指定法人におけるサイバーセキュリティに関する対策の基準の作成及び当該基準に基づく施策の評価（監査を含む。）その他の当該基準に基づく施策の実施の推進に関すること。
3. 重要社会基盤事業者等におけるサイバーセキュリティの確保に関して国の行政機関が実施する施策の基準の作成（当該基準の作成のための重要社会基盤事業者等におけるサイバーセキュリティの確保の状況の調査を含む。）及び当該基準に基づく施策の評価その他の当該基準に基づく施策の実施の推進に関すること。
4. 国の行政機関、独立行政法人及び指定法人におけるサイバーセキュリティの確保の状況の評価（情報システムに対する不正な活動であって情報通信ネットワーク又は電磁的記録媒体を通じて行われるものの監視及び分析並びにサイバーセキュリティに関する重大な事象に対する施策の評価（原因究明のための調査を含む。）を含む。）に関すること。
5. サイバーセキュリティに関する事象が発生した場合における国内外の関係者との連絡調整に関すること。
6. 前各号に掲げるもののほか、サイバーセキュリティに関する施策で重要なものの企画に関する調査審議、府省横断的な計画、関係行政機関の経費の見積りの方針及び施策の実施に関する指針の作成並びに施策の評価その他の当該施策の実施の推進並びに総合調整に関すること。

### 組織構成
- 本部長：内閣総理大臣
- 副本部長：サイバーセキュリティ戦略本部に関する事務を担当する国務大臣
- 本部員：本部長、副本部長を除く全ての国務大臣

## サイバーセキュリティ協議会
サイバーセキュリティ協議会（さいばーせきゅりてぃきょうぎかい）は、サイバーセキュリティ基本法第17条第1項に基づき、サイバーセキュリティに関する施策の推進に関し必要な協議を行うため、サイバーセキュリティ戦略本部長及びその委託を受けた国務大臣が組織する会議体。
国家サイバー統括室及び政令指定法人JPCERT/CCが事務局となり、国の行政機関、地方公共団体、重要インフラ事業者、サイバー関連事業者、教育研究機関が参画して、サイバー攻撃が疑われる事象についてその確証が得られない段階から情報共有を行ったり、具体的な被害の発生前から情報共有を受付し、それに対する対策手法の助言などを行ったりしている。

## 今までの組織

### 内閣サイバーセキュリティセンター
2025年6月30日までに置かれていた内閣サイバーセキュリティセンターの組織は以下のとおりである。
内閣官房組織令（昭和32年政令第219号）のほか、内閣サイバーセキュリティセンターに企画官等を置く規則（平成28年4月1日内閣総理大臣決定）及び内閣サイバーセキュリティセンターにセンター長代理等を置く規則（平成28年3月31日内閣総理大臣決定）に基づく。
* センター長（事態対処・危機管理担当内閣官房副長官補）
- センター長代理
- 総括副センター長
- 副センター長(2人以上)（内閣審議官から任命（うち1人は危機管理審議官））
- 上席サイバーセキュリティ分析官
- サイバーセキュリティ運用専門官
- 上席情報システム専門官
- 情報システム専門官
- 企画官(2人)（専任）
- 企画官（併任）
- サイバーセキュリティ監査官(6人)
- サイバーセキュリティ参与（非常勤）
- 政策調査員

### グループ
「NISC組織体制」に基づく

#### 2024年7月機構改正後
- 総括・戦略ユニット
- 制度・監督ユニット
- 国際ユニット
- 対処・外部連携ユニット
- サイバー対処・情報ユニット

#### 2024年7月機構改正前
- 政策対応機能
  - 基本戦略総括グループ
  - 基本戦略第1グループ
  - 基本戦略第2グループ
  - 国際戦略グループ
  - 政府機関総合対策グループ
  - 重要インフラ第1グループ
- 対処調整機能
  - 対処調整グループ
- 情報収集・対処機能
  - 情報統括グループ
  - 重要インフラ第2グループ
  - サイバー関連事業者グループ
- 情報集約・分析機能
  - 分析集約統括グループ
  - 技術解析グループ
  - 調査分析グループ

## サイバー安全保障担当大臣
サイバー安全保障担当大臣（さいばーあんぜんほしょうたんとうだいじん）は、日本の国務大臣。2024年（令和6年）10月1日に発足した石破内閣で新設された。

### 歴代大臣
| 代 | 氏名 | 氏名 | 内閣 | 内閣 | 就任日 | 退任日 | 党派 | 備考 |
| 国務大臣（サイバー安全保障に関する施策を総合的に推進するため企画立案及び行政各部の所管する事務の調整担当） | 国務大臣（サイバー安全保障に関する施策を総合的に推進するため企画立案及び行政各部の所管する事務の調整担当） | 国務大臣（サイバー安全保障に関する施策を総合的に推進するため企画立案及び行政各部の所管する事務の調整担当） | 国務大臣（サイバー安全保障に関する施策を総合的に推進するため企画立案及び行政各部の所管する事務の調整担当） | 国務大臣（サイバー安全保障に関する施策を総合的に推進するため企画立案及び行政各部の所管する事務の調整担当） | 国務大臣（サイバー安全保障に関する施策を総合的に推進するため企画立案及び行政各部の所管する事務の調整担当） | 国務大臣（サイバー安全保障に関する施策を総合的に推進するため企画立案及び行政各部の所管する事務の調整担当） | 国務大臣（サイバー安全保障に関する施策を総合的に推進するため企画立案及び行政各部の所管する事務の調整担当） | 国務大臣（サイバー安全保障に関する施策を総合的に推進するため企画立案及び行政各部の所管する事務の調整担当） |
| --- | --- | --- | --- | --- | --- | --- | --- | --- |
| 1 | | 平将明 | 第1次石破内閣                                                                                              | 第1次石破内閣                                                                                              | 2024年10月1日                                                                                              | 2024年11月11日                                                                                             | 自由民主党                                                                                                 | |
| 2 | 第2次石破内閣                                                                                              | 第2次石破内閣                                                                                              | 2024年11月11日                                                                                             | 現職 | | | 自由民主党                                                                                                 | |